# Wspólnota administracyjna Mużaków
Wspólnota administracyjna Mużaków (niem. Verwaltungsgemeinschaft Bad Muskau) – wspólnota administracyjna w Niemczech, w kraju związkowym Saksonia, w okręgu administracyjnym Drezno, w powiecie Görlitz. Siedziba wspólnoty znajduje się w mieście Mużaków.
Wspólnota administracyjna zrzesza jedną gminę miejską oraz jedną gminę wiejską: 
- Gablenz
- Mużaków.